# Ephutomorpha bivulnerata
Ephutomorpha bivulnerata är en stekelart som först beskrevs av André 1901.  Ephutomorpha bivulnerata ingår i släktet Ephutomorpha och familjen sammetssteklar. Inga underarter finns listade i Catalogue of Life.